# Tolfa
Tolfa är en ort och kommun i storstadsregionen Rom, innan 2015 provinsen Rom, i regionen Lazio i Italien. Kommunen hade 4 982 invånare (2018).
Bland stadens sevärdheter finns kyrkan Sant'Egidio Abate.